# Metachrostis rufivaga
Metachrostis rufivaga är en fjärilsart som beskrevs av W. Warren 1913. Metachrostis rufivaga ingår i släktet Metachrostis och familjen nattflyn. Inga underarter finns listade i Catalogue of Life.